# Rapsody
Rapsody (wirklicher Name Marlanna Evans, geboren am 21. Januar 1983 in Snow Hill, North Carolina) ist eine US-amerikanische Rapperin.

## Karriere
Marlanna Evans wuchs in Snow Hill im Greene County auf. Bereits in jungen Jahren begann sie sich über die Musiksammlung ihrer Eltern für Musik zu interessieren. Nachdem sie MC Lytes Video zu deren Lied Poor Georgie sah und das Fugees-Album The Score anhörte, wollte sie selbst eine Rapkarriere beginnen.
Für kurze Zeit war Evans Mitglied der Hip-Hop-Gruppe Kooley High, erhielt dann jedoch einen Plattenvertrag als Solokünstlerin bei der It’s a Wonderful World Music Group des Produzenten 9th Wonder. Die erste veröffentlichte Aufnahme von ihr war ein Freestyle auf 9th Wonders Mixtape The Dream Merchant, Vol. 2. Gegen Ende des Jahres 2010 erschien als ihr erstes eigenes Werk das Mixtape Return of the B-Girl, mit Produktionen von DJ Premier und Gastauftritten von Big Daddy Kane, Rah Digga und Mac Miller. 2011 folgten zwei weitere Mixtapes mit Thank H.E.R. Now und For Everything. Die Produktion dieser wurde hauptsächlich von 9th Wonder übernommen.
Anschließend ging sie als Opening Act für Mac Millers Incredibly-Dope-Tournee und gemeinsam mit Phoebe und 9th Wonder auf Konzertreise.
2012 gab Evans die EP The Black Mamba heraus sowie später im selben Jahr das Album The Idea of Beautiful. Der Langspieler wurde von 9th Wonders Produzentengruppe The Soul Council produziert. 2013 kam mit She Got Game ein weiteres Mixtape, sowie 2014 mit Beauty and the Beast eine weitere EP, nach.
2015 hatte Evans bei dem Lied Complexion (A Zulu Love) einen Gastauftritt auf Kendrick Lamars To Pimp a Butterfly, das bei der 58. Verleihung der Grammys für den Award for Album of the Year nominiert war. Wie alle musikalisch Beteiligten des Albums erhielt auch sie damit eine offizielle Nominierung für den Preis. Diesen gewann aber Taylor Swifts 1989. Im nächsten Jahr gab sie eine weitere EP, Crown, heraus und unterschrieb einen Vertrag bei Jay-Zs Roc Nation.
Evans’ erste Veröffentlichung für dieses Label war das Album Laila’s Wisdom. Damit erreichte sie ihre erste Platzierung in den Billboard 200. Außerdem wurde das Werk für die 60. Verleihung der Grammys für den Award for Best Rap Album nominiert und das darauf enthaltene Stück Sassy für den Award for Best Rap Song. In beiden Kategorien unterlag sie jedoch Kendrick Lamar.
2018 trat Rapsody in einer Folge der Netflix-Dokuserie Rapture auf und steuerte mehrere Lieder zur Kompilation Jamla Is The Squad II ihres alten Mentors 9th Wonder bei. Im darauffolgenden Jahr erschien dann ihr nächstes Soloalbum mit dem Titel Eve.

## Diskografie
Alben
- 2012: The Idea of Beautiful
- 2017: Laila’s Wisdom
- 2019: Eve
- 2024: Please Don't Cry[10]

EPs
- 2012: The Black Mamba
- 2014: Beauty and the Beast
- 2016: Crown

Mixtapes
- 2010: Return of the B-Girl
- 2011: Thank H.E.R. Now
- 2011: For Everything
- 2013: She Got Game